# What Happened to Mary
What Happened to Mary er en amerikansk stumfilm fra 1912 af Charles Brabin.

## Medvirkende
- Mary Fuller som Mary
- Marc McDermott som Straker
- Charles Ogle som Richard Craig
- Barry O'Moore som Henry
- Bliss Milford som Daisy